# 小行星6710
小行星6710（6710 Apostel）是一颗绕太阳运转的小行星，为主小行星带小行星。该小行星于1989年4月3日发现。

## 轨道参数
小行星6710的轨道半长轴为2.7976871 UA，离心率为0.225。